# Edertal
Edertal ist eine an der Eder gelegene Gemeinde im nordhessischen Landkreis Waldeck-Frankenberg. Überregional bekannt ist die Gemeinde durch den Edersee und den Naturpark Kellerwald-Edersee, der den Nationalpark Kellerwald-Edersee einschließt. In Bezug auf diesen trägt die Gemeinde seit dem 21. Februar 2019 die amtliche Zusatzbezeichnung Nationalparkgemeinde.

## Geographie

### Geographische Lage
Die Gemeinde Edertal liegt etwa 30 km (Luftlinie) südwestlich von Kassel am Nord- und Nordostrand des Kellerwalds und breitet sich am Südufer des Edersees und östlich und südöstlich seiner Staumauer aus. Sie liegt mit ein paar Gemeindeteilen im Naturpark Kellerwald-Edersee bzw. größtenteils knapp außerhalb von dessen östlicher Begrenzung; Teil dieses Naturparks ist der Nationalpark Kellerwald-Edersee.
Edertal wird von der Eder in Nordwest-Südost-Richtung durchflossen; in diese münden – flussabwärts betrachtet – beim Ortsteil Lieschensruh (Teil des Gemeindeteils Mehlen) die Netze, beim Gemeindeteil Bergheim der Wesebach und unweit nördlich davon der Böhner Bach. Der Affolderner See, der sich unweit südöstlich des Edersees im Gemeindegebiet befindet, ist ein Stausee, der wie der Edersee zur Energieerzeugung und Naherholung dient.
Der höchste Berg unweit der Gemeinde Edertal ist der Traddelkopf, der mit 626 m ü. NN höchste Berg des Nationalparks Kellerwald-Edersee. Weithin bekannt sind der Peterskopf („Energieberg“), weil er Ort der Pumpspeicherwerke Waldeck mit ihren Oberbecken ist, der Uhrenkopf mit Aussichtsmöglichkeit auf die Edersperrmauer und der Hammerberg mit dem Wildpark Edersee.

### Nachbargemeinden und -kreise
Die 11.740 Hektar große Gemarkung der Gemeinde Edertal grenzt an die Städte Waldeck und Naumburg (Landkreis Kassel) im Norden, Fritzlar (Schwalm-Eder-Kreis) im Osten, Bad Wildungen im Süden sowie Frankenau und die Gemeinde Vöhl im Westen (alle drei im Landkreis Waldeck-Frankenberg).

### Gemeindegliederung
Die Gemeinde Edertal besteht heute aus 13 Ortsteilen:
| - Affoldern - Anraff - Bergheim - Böhne - Bringhausen | - Buhlen - Gellershausen - Giflitz - Hemfurth-Edersee | - Kleinern - Königshagen - Mehlen (mit Lieschensruh) - Wellen |

Sitz der Gemeindeverwaltung ist Giflitz. Mit dem nordöstlich benachbarten Gemeindeteil Bergheim bildet dieser Ort das Gemeindezentrum und ist dementsprechend im Regionalplan als Grundzentrum ausgewiesen.

### Geologie
Das Gebiet gehört zu den Ausläufern des Rheinischen Schiefergebirges. Ausgangsgestein ist hier hauptsächlich Tonschiefer und Grauwacke.

## Geschichte

### Frühgeschichte
Im Jahre 1908 fand man bei Straßenbauarbeiten ein Rentiergeweih und weitere Gegenstände in einer Lehmgrube bei Buhlen. Im Jahre 1967 wurde diese nochmals untersucht, wobei sich die Vermutung bestätigte, dass in der Gegend des heutigen Buhlen eine Siedlung der Neandertaler existierte. Dieser Fundort zählt zu den anthropologisch bedeutsamsten Siedlungsplätzen der Neandertaler im heutigen Deutschland. Einzigartig sind dort gefundene zahlreiche Tierknochen, Keilmesser und Artefakte aus Knochen.

### Gemeindebildung
Am 1. Juli 1971 wurde die Gemeinde Edertal im Zuge der Gebietsreform in Hessen durch den freiwilligen Zusammenschluss der bis dahin selbständigen Gemeinden Bergheim und Giflitz neu gebildet. Am 1. Oktober 1971 kam Gellershausen hinzu. Die Fusion mit den Gemeinden Affoldern, Anraff, Böhne, Bringhausen, Buhlen, Hemfurth-Edersee, Königshagen, Mehlen und Wellen zur Großgemeinde Edertal folgte am 31. Dezember 1971. Die Reihe der Eingemeindungen wurde mit der Eingliederung von Kleinern kraft Landesgesetz am 1. Januar 1974 abgeschlossen. Für alle ehemals eigenständigen Gemeinden wurden Ortsbezirke mit Ortsbeirat und Ortsvorsteher nach der Hessischen Gemeindeordnung gebildet.

## Bevölkerung

### Einwohnerstruktur 2011
Nach den Erhebungen des Zensus 2011 lebten am Stichtag, dem 9. Mai 2011, in Edertal 6548 Einwohner. Darunter waren 113 (1,7 %) Ausländer, von denen 64 aus dem EU-Ausland, 31 aus anderen europäischen Ländern und 18 aus anderen Staaten kamen. Nach dem Lebensalter waren 264 Einwohner unter 18 Jahren, 693 waren zwischen 18 und 49, 315 zwischen 50 und 64 und 351 Einwohner waren älter. Die Einwohner lebten in 2903 Haushalten. Davon waren 908 Singlehaushalte, 896 Paare ohne Kinder und 853 Paare mit Kindern, sowie 198 Alleinerziehende und 48 Wohngemeinschaften. In 711 Haushalten lebten ausschließlich Senioren und in 1833 Haushaltungen leben keine Senioren.

### Einwohnerentwicklung
| Edertal: Einwohnerzahlen von 1973 bis 2020                        | Edertal: Einwohnerzahlen von 1973 bis 2020 | Edertal: Einwohnerzahlen von 1973 bis 2020 | Edertal: Einwohnerzahlen von 1973 bis 2020 | Edertal: Einwohnerzahlen von 1973 bis 2020 |
| ----------------------------------------------------------------- | ------------------------------------------ | ------------------------------------------ | ------------------------------------------ | ------------------------------------------ |
| Jahr                                                              |                                            |                                            |                                            | Einwohner                                  |
| 1973                                                              | 1973                                       |                                            | 6.445                                      | 6.445                                      |
| 1975                                                              | 1975                                       |                                            | 6.313                                      | 6.313                                      |
| 1980                                                              | 1980                                       |                                            | 6.279                                      | 6.279                                      |
| 1985                                                              | 1985                                       |                                            | 6.374                                      | 6.374                                      |
| 1990                                                              | 1990                                       |                                            | 6.488                                      | 6.488                                      |
| 1995                                                              | 1995                                       |                                            | 6.978                                      | 6.978                                      |
| 2000                                                              | 2000                                       |                                            | 6.963                                      | 6.963                                      |
| 2005                                                              | 2005                                       |                                            | 6.941                                      | 6.941                                      |
| 2010                                                              | 2010                                       |                                            | 6.576                                      | 6.576                                      |
| 2011                                                              | 2011                                       |                                            | 6.548                                      | 6.548                                      |
| 2015                                                              | 2015                                       |                                            | 6.292                                      | 6.292                                      |
| 2020                                                              | 2020                                       |                                            | 6.230                                      | 6.230                                      |
| Quellen: Hessisches Statistisches Informationssystem; Zensus 2011 |                                            |                                            |                                            |                                            |

### Religionszugehörigkeit
- 1987: 4971 evangelische (= 80,9 %), 692 katholische (= 11,3 %), 479 sonstige (= 7,8 %) Einwohner[11]
- 2011: 4512 evangelische (= 68,9 %), 725 katholische (= 11,1 %), 1311 sonstige (= 20,0 %) Einwohner[11]

## Politik

### Gemeindevertretung
Die Kommunalwahl am 14. März 2021 lieferte folgendes Ergebnis, in Vergleich gesetzt zu früheren Kommunalwahlen:
| Gemeindevertretung – Kommunalwahlen 2021 | Gemeindevertretung – Kommunalwahlen 2021                                                |
| --- | --------------------------------------------------------------------------------------- |
| Stimmenanteil in %Wahlbeteiligung: 63,8 % 3020100 28,919,118,714,211,67,5 SPDFWCDUGrüneWIRFDPGewinne und Verlusteim Vergleich zu 2016 %p 6 4 2 0 −2 −4 −6−4,2+0,1−1,3+4,9+0,9−0,3SPDFWCDUGrüneWIRFDP | SitzverteilungInsgesamt 31 Sitze - SPD: 9 - Grüne: 4 - WIR: 4 - FDP: 2 - FW: 6 - CDU: 6 |

| Parteien und Wählergemeinschaften | Parteien und Wählergemeinschaften           | 2021  | 2021  | 2016  | 2016  | 2011  | 2011  | 2006  | 2006  | 2001  | 2001  |
| Parteien und Wählergemeinschaften | Parteien und Wählergemeinschaften           | %     | Sitze | %     | Sitze | %     | Sitze | %     | Sitze | %     | Sitze |
| --------------------------------- | ------------------------------------------- | ----- | ----- | ----- | ----- | ----- | ----- | ----- | ----- | ----- | ----- |
| SPD                               | Sozialdemokratische Partei Deutschlands     | 28,9  | 9     | 33,1  | 10    | 44,8  | 14    | 46,5  | 14    | 49,5  | 15    |
| FW                                | Freie Wähler Edertal (bis 2016 FWG)         | 19,1  | 6     | 19,0  | 6     | 13,7  | 5     | 17,5  | 5     | 17,1  | 5     |
| CDU                               | Christlich Demokratische Union Deutschlands | 18,7  | 6     | 20,0  | 6     | 20,2  | 6     | 27,8  | 9     | 25,6  | 8     |
| Grüne                             | Bündnis 90/Die Grünen                       | 14,2  | 4     | 9,3   | 3     | —     | —     | —     | —     | —     | —     |
| WIR                               | WIR Edertaler                               | 11,6  | 4     | 10,7  | 3     | 15,5  | 5     | —     | —     | —     | —     |
| FDP                               | Freie Demokratische Partei                  | 7,5   | 2     | 7,8   | 3     | 5,8   | 2     | 8,1   | 3     | 7,8   | 3     |
| Gesamt                            | Gesamt                                      | 100,0 | 31    | 100,0 | 31    | 100,0 | 31    | 100,0 | 31    | 100,0 | 31    |
| Wahlbeteiligung in %              | Wahlbeteiligung in %                        | 63,8  | 63,8  | 62,8  | 62,8  | 64,3  | 64,3  | 61,8  | 61,8  | 65,3  | 65,3  |

### Bürgermeister
Nach der hessischen Kommunalverfassung wird der Bürgermeister für eine sechsjährige Amtszeit gewählt, seit dem Jahr 1993 in einer Direktwahl, und ist Vorsitzender des Gemeindevorstands, dem in der Gemeinde Edertal neben dem Bürgermeister ehrenamtlich ein Erster Beigeordneter und sechs weitere Beigeordnete angehören. Bürgermeister ist seit dem 1. April 2025 der parteiunabhängige Frederik Westmeier. Er wurde als Nachfolger von Klaus Gier, der nach zwei Amtszeiten nicht wieder kandidiert hatte, am 10. November 2024 im ersten Wahlgang bei 60,3 Prozent Wahlbeteiligung mit 55,2 Prozent der Stimmen gewählt.
Amtszeiten der Bürgermeister
- 2025–2031 Frederik Westmeier[17]
- 2013–2025 Klaus Gier[18]
- 2001–2013 Wolfgang Gottschalk[22]
- 1989–2001 Willi-Ernst Schreiber
- 1973–1989 Günter Wöhner
- 1971–1973 Wilhelm Reckhart als Staatsbeauftragter Bürgermeister

### Wappen
| Wappen von Edertal | Blasonierung: „Im goldenen Feld über blauem Wellenschildfuß den achtstrahligen, schwarzen Waldecker Stern.“ |
| Wappen von Edertal | Wappenbegründung: Das Wappen stellt einerseits die historische Zugehörigkeit zu Waldeck mit dem Waldecker Stern, zum andern die Bedeutung des Edersees mit Talsperre und Kraftwerk für die Gegenwart mit dem Wellenschildfuß sinnbildlich dar. Das Wappen wurde von dem Bad Nauheimer Heraldiker Heinz Ritt gestaltet und am 16. Februar 1976 durch das Hessische Ministerium des Innern genehmigt. |

## Verkehr und Wandern
Durch Edertal führt zwischen Korbach und Bad Wildungen die Bundesstraße 485, von der im Ortsteil Mehlen die durch Affoldern und vorbei am Affolderner See zum Edersee verlaufende Landesstraße 3086 abzweigt; beide Straßen sind hier Teil der Deutschen Fachwerkstraße.
Das Gemeindegebiet befindet sich an einem stillgelegten Abschnitt der Bahnstrecke Wega–Brilon Wald, auf dem nun der Ederseebahn-Radweg angelegt ist, und am Ederauenradweg. Hindurch führen zudem die Wanderwege Diemel-Ederweg, Ederauen-Erlebnispfad, Ederhöhenweg, Kellerwaldsteig, Lulluspfad und Urwaldsteig Edersee.

Oranier-Fahrrad-Route

Entlang der Eder und am Südufer des Edersees führen folgende Radwanderwege:
- Der 180 km lange Eder-Radweg beginnt im Rothaargebirge in Nordrhein-Westfalen und heißt hier Ederauenweg. Der größte Teil führt durch Hessen und heißt dann Ederradweg. Er folgt dem Lauf der Eder bis zu deren Mündung in die Fulda (Fluss) bei Guxhagen.
- Ein Fahrradweg auf der Oranier-Route verbindet die Städte Diez, Nassau, Braunfels, Dillenburg, Siegen und Bad Arolsen, die seit vielen Jahrhunderten eng mit dem Königshaus der Niederlande verbunden sind, über rund 400 Kilometer.
- Der Hessische Radfernweg R5 (Nordhessenroute Eder-Fulda-Werra) führt über 220 km von Willingen im Upland entlang des südlichen Ederseeufers, über Homberg (Efze) und Rotenburg an der Fulda bis nach Wanfried an der Werra.
- Der Hessische Radfernweg R6 (vom Waldecker Land ins Rheintal) beginnt in Diemelstadt im Norden Hessens und verläuft mit einer Gesamtlänge von ca. 380 km bis nach Lampertheim in Südhessen.

## Baudenkmäler und Sehenswürdigkeiten
- Edertalsperre und Edersee
- Liebesinsel
- Affolderner See
- Naturpark Kellerwald-Edersee

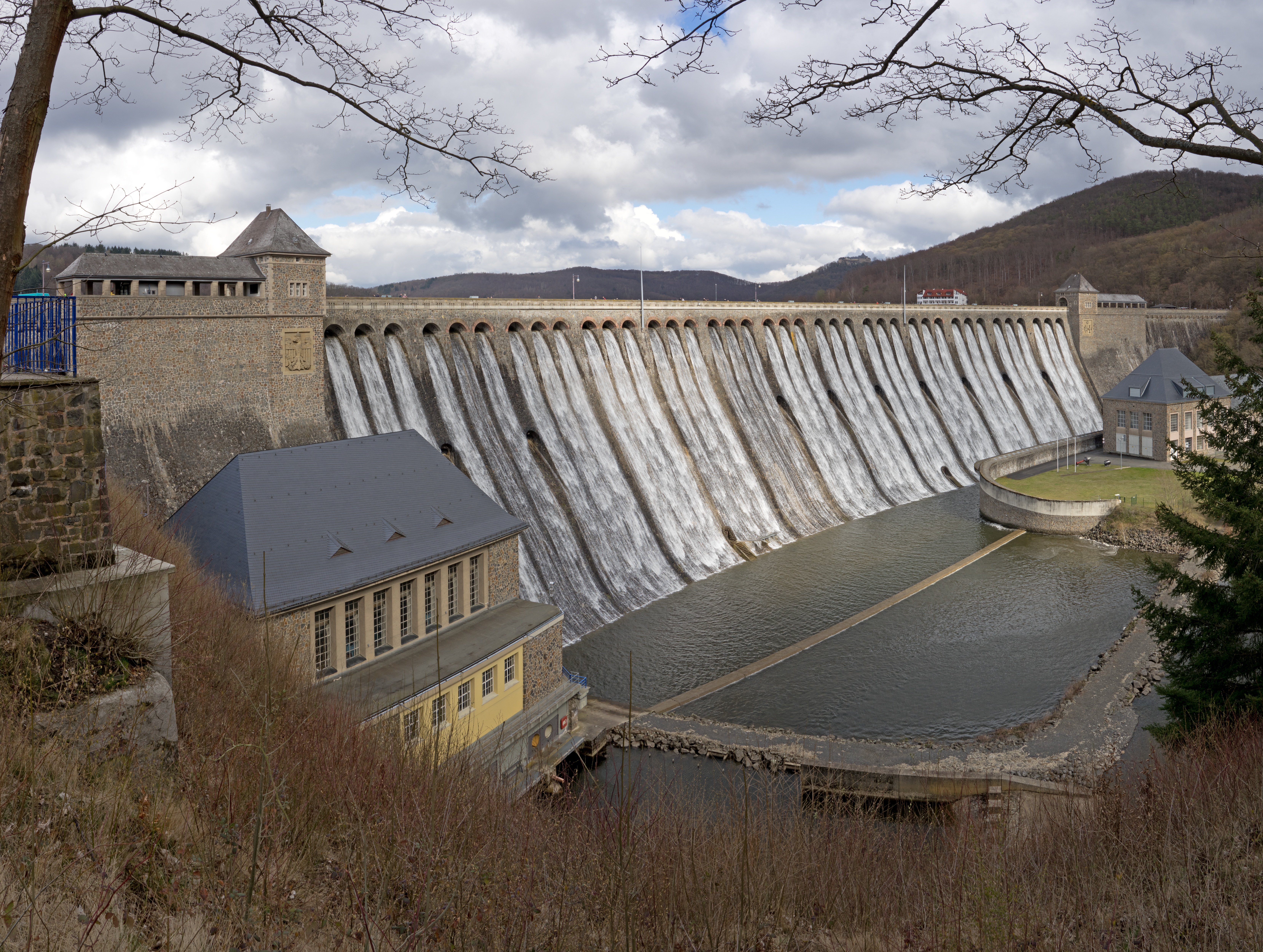
Edertalsperre im April 2021

- Im Gemeindeteil Bergheim befindet sich das Schloss Bergheim, das in den Jahren 1785/86 für Graf Josias II. von Waldeck-Bergheim im klassizistischen Stil umgebaut wurde. Das kulturgeschichtlich bedeutende Baudenkmal ist zurzeit ungenutzt und leer.
- evangelische Kirche Affoldern